# Élections municipales de 2001 dans le Centre-du-Québec
Les élections municipales québécoises de 2001 se déroulent le 4 novembre 2001. Elles permettent d'élire les maires et les conseillers de chacune des municipalités locales du Québec, ainsi que les préfets de quelques municipalités régionales de comté.

## Centre-du-Québec

### Aston-Jonction
| Poste/District             | Élu           | Type d'élection |
| -------------------------- | ------------- | --------------- |
| Maire                      | Pierre Gaudet | Sans opposition |
| Taux de participation: n/a |               |                 |

### Chester-Est
| Poste/District             | Élu              | Type d'élection |
| -------------------------- | ---------------- | --------------- |
| Maire                      | Lionel Fréchette | Sans opposition |
| Taux de participation: n/a |                  |                 |

### Daveluyville
| Poste/District             | Élu              | Type d'élection |
| -------------------------- | ---------------- | --------------- |
| Maire                      | Normand Beaudoin | Sans opposition |
| Taux de participation: n/a |                  |                 |

### Deschaillons-sur-Saint-Laurent
| Poste/District             | Élu             | Type d'élection |
| -------------------------- | --------------- | --------------- |
| Maire                      | Christian Baril | Sans opposition |
| Taux de participation: n/a |                 |                 |

### Ham-Nord
| Poste/District              | Élu            | Type d'élection |
| --------------------------- | -------------- | --------------- |
| Maire                       | Gérald Lemoyne | Scrutin         |
| Taux de participation: 66 % |                |                 |

### La Visitation-de-Yamaska
| Poste/District             | Élu              | Type d'élection |
| -------------------------- | ---------------- | --------------- |
| Maire                      | Sylvain Laplante | Sans opposition |
| Taux de participation: n/a |                  |                 |

### Laurierville
| Poste/District              | Élu            | Type d'élection |
| --------------------------- | -------------- | --------------- |
| Maire                       | Michel Comtois | Scrutin         |
| Taux de participation: 74 % |                |                 |

### Lefebvre
| Poste/District             | Élu           | Type d'élection |
| -------------------------- | ------------- | --------------- |
| Maire                      | Gilles Brochu | Sans opposition |
| Taux de participation: n/a |               |                 |

### Lemieux
| Poste/District             | Élu                | Type d'élection |
| -------------------------- | ------------------ | --------------- |
| Maire                      | Jean-Louis Belisle | Sans opposition |
| Taux de participation: n/a |                    |                 |

### Maddington
| Poste/District             | Élu           | Type d'élection |
| -------------------------- | ------------- | --------------- |
| Maire                      | Normand Soucy | Sans opposition |
| Taux de participation: n/a |               |                 |

### Norbertville
| Poste/District             | Élu            | Type d'élection |
| -------------------------- | -------------- | --------------- |
| Maire                      | Jacques Hunter | Sans opposition |
| Taux de participation: n/a |                |                 |

### Notre-Dame-de-Lourdes
| Poste/District             | Élu              | Type d'élection |
| -------------------------- | ---------------- | --------------- |
| Maire                      | Michel Perreault | Sans opposition |
| Taux de participation: n/a |                  |                 |

### Parisville
| Poste/District             | Élu             | Type d'élection |
| -------------------------- | --------------- | --------------- |
| Maire                      | Roland Laquerre | Sans opposition |
| Taux de participation: n/a |                 |                 |

### Plessisville (ville)
| Poste/District             | Élu               | Type d'élection |
| -------------------------- | ----------------- | --------------- |
| Maire                      | Jacques Martineau | Sans opposition |
| Taux de participation: n/a |                   |                 |

### Saint-Albert
| Poste/District             | Élu               | Type d'élection |
| -------------------------- | ----------------- | --------------- |
| Maire                      | Jean-Marie Landry | Sans opposition |
| Taux de participation: n/a |                   |                 |

### Saint-Bonaventure
| Poste/District             | Élu             | Type d'élection |
| -------------------------- | --------------- | --------------- |
| Maire                      | Félicien Cardin | Sans opposition |
| Taux de participation: n/a |                 |                 |

### Saint-Célestin (municipalité)
| Poste/District             | Élu           | Type d'élection |
| -------------------------- | ------------- | --------------- |
| Maire                      | Maurice Morin | Sans opposition |
| Taux de participation: n/a |               |                 |

### Saint-Célestin (village)
| Poste/District             | Élu          | Type d'élection |
| -------------------------- | ------------ | --------------- |
| Maire                      | Raymond Noël | Sans opposition |
| Taux de participation: n/a |              |                 |

### Saint-Cyrille-de-Wendover
| Poste/District             | Élu               | Type d'élection |
| -------------------------- | ----------------- | --------------- |
| Maire                      | Jean-Guy Bergeron | Sans opposition |
| Taux de participation: n/a |                   |                 |

### Saint-Edmond-de-Grantham
| Poste/District             | Élu        | Type d'élection |
| -------------------------- | ---------- | --------------- |
| Maire                      | Léo Plasse | Sans opposition |
| Taux de participation: n/a |            |                 |

### Saint-Eugène
| Poste/District             | Élu           | Type d'élection |
| -------------------------- | ------------- | --------------- |
| Maire                      | Gilles Watier | Sans opposition |
| Taux de participation: n/a |               |                 |

### Saint-Félix-de-Kingsey
| Poste/District              | Élu            | Type d'élection |
| --------------------------- | -------------- | --------------- |
| Maire                       | Denys Fontaine | Scrutin         |
| Taux de participation: 69 % |                |                 |

### Saint-François-du-Lac
| Poste/District              | Élu          | Type d'élection |
| --------------------------- | ------------ | --------------- |
| Maire                       | Jacques Gill | Scrutin         |
| Taux de participation: 67 % |              |                 |

### Saint-Léonard-d'Aston
| Poste/District              | Élu          | Type d'élection |
| --------------------------- | ------------ | --------------- |
| Maire                       | Laval Simard | Sans opposition |
| Taux de participation: 72 % |              |                 |

### Saint-Lucien
| Poste/District             | Élu             | Type d'élection |
| -------------------------- | --------------- | --------------- |
| Maire                      | Lise Larochelle | Sans opposition |
| Taux de participation: n/a |                 |                 |

### Saint-Nicéphore
| Poste/District              | Élu             | Type d'élection |
| --------------------------- | --------------- | --------------- |
| Maire                       | Denise Picottin | Scrutin         |
| Taux de participation: 30 % |                 |                 |

### Saint-Pie-de-Guire
| Poste/District             | Élu            | Type d'élection |
| -------------------------- | -------------- | --------------- |
| Maire                      | Bernard Lemire | Sans opposition |
| Taux de participation: n/a |                |                 |

### Saint-Pierre-Baptiste
| Poste/District              | Élu              | Type d'élection |
| --------------------------- | ---------------- | --------------- |
| Maire                       | Bertrand Fortier | Sans opposition |
| Taux de participation: 80 % |                  |                 |

### Saint-Pierre-les-Becquets
| Poste/District              | Élu          | Type d'élection |
| --------------------------- | ------------ | --------------- |
| Maire                       | Raymond Dion | Scrutin         |
| Taux de participation: 57 % |              |                 |

### Saint-Rémi-de-Tingwick
| Poste/District             | Élu               | Type d'élection |
| -------------------------- | ----------------- | --------------- |
| Maire                      | Jacques Fréchette | Sans opposition |
| Taux de participation: n/a |                   |                 |

### Saint-Rosaire
| Poste/District             | Élu        | Type d'élection |
| -------------------------- | ---------- | --------------- |
| Maire                      | Yvan Godin | Sans opposition |
| Taux de participation: n/a |            |                 |

### Saint-Valère
| Poste/District             | Élu             | Type d'élection |
| -------------------------- | --------------- | --------------- |
| Maire                      | Marcel Lévesque | Sans opposition |
| Taux de participation: n/a |                 |                 |

### Saint-Zéphirin-de-Courval
| Poste/District             | Élu             | Type d'élection |
| -------------------------- | --------------- | --------------- |
| Maire                      | Raymond Lemaire | Sans opposition |
| Taux de participation: n/a |                 |                 |

### Sainte-Brigitte-des-Saults
| Poste/District              | Élu             | Type d'élection |
| --------------------------- | --------------- | --------------- |
| Maire                       | Jean-Guy Hébert | Scrutin         |
| Taux de participation: 59 % |                 |                 |

### Sainte-Cécile-de-Lévrard
| Poste/District             | Élu             | Type d'élection |
| -------------------------- | --------------- | --------------- |
| Maire                      | Pierre Carignan | Sans opposition |
| Taux de participation: n/a |                 |                 |

### Sainte-Clotilde-de-Horton
| Poste/District              | Élu            | Type d'élection |
| --------------------------- | -------------- | --------------- |
| Maire                       | Marie Désilets | Scrutin         |
| Taux de participation: 66 % |                |                 |

### Sainte-Élizabeth-de-Warwick
| Poste/District             | Élu              | Type d'élection |
| -------------------------- | ---------------- | --------------- |
| Maire                      | Christian Martel | Sans opposition |
| Taux de participation: n/a |                  |                 |

### Sainte-Eulalie
| Poste/District             | Élu           | Type d'élection |
| -------------------------- | ------------- | --------------- |
| Maire                      | Jacques Tassé | Sans opposition |
| Taux de participation: n/a |               |                 |

### Sainte-Françoise
| Poste/District             | Élu            | Type d'élection |
| -------------------------- | -------------- | --------------- |
| Maire                      | Mario Lyonnais | Sans opposition |
| Taux de participation: n/a |                |                 |

### Sainte-Marie-de-Blandford
| Poste/District              | Élu              | Type d'élection |
| --------------------------- | ---------------- | --------------- |
| Maire                       | Ginette Deshaies | Sans opposition |
| Taux de participation: 79 % |                  |                 |

### Sainte-Perpétue
| Poste/District              | Élu          | Type d'élection |
| --------------------------- | ------------ | --------------- |
| Maire                       | Line Théroux | Scrutin         |
| Taux de participation: 82 % |              |                 |

### Sainte-Séraphine
| Poste/District             | Élu              | Type d'élection |
| -------------------------- | ---------------- | --------------- |
| Maire                      | Alphonse Lampron | Sans opposition |
| Taux de participation: n/a |                  |                 |

### Sainte-Sophie-de-Lévrard
| Poste/District             | Élu        | Type d'élection |
| -------------------------- | ---------- | --------------- |
| Maire                      | Sylvie Roy | Sans opposition |
| Taux de participation: n/a |            |                 |

### Sainte-Sophie-d'Halifax
| Poste/District             | Élu             | Type d'élection |
| -------------------------- | --------------- | --------------- |
| Maire                      | Réjean Gosselin | Sans opposition |
| Taux de participation: n/a |                 |                 |

### Tingwick
| Poste/District             | Élu                 | Type d'élection |
| -------------------------- | ------------------- | --------------- |
| Maire                      | Paul-Émile Simoneau | Sans opposition |
| Taux de participation: n/a |                     |                 |

### Victoriaville
| Poste/District              | Élu           | Type d'élection |
| --------------------------- | ------------- | --------------- |
| Maire                       | Roger Richard | Scrutin         |
| Taux de participation: 54 % |               |                 |

### Villeroy
| Poste/District             | Élu                  | Type d'élection |
| -------------------------- | -------------------- | --------------- |
| Maire                      | Jean-Paul Gaudreault | Sans opposition |
| Taux de participation: n/a |                      |                 |